# آرثر هايمان
آرثر هايمان (بالإنجليزية: Arthur Hyman)‏ هو فيلسوف أمريكي، ولد في 10 أبريل 1921، وتوفي في 8 فبراير 2017.